# La Noche de Anoche
La Noche de Anoche és la primera col·laboració del raper i cantant porto-riqueny Bad Bunny i l'artista catalana Rosalia. Va ser publicada originalment el 26 de novembre del 2020 com a part del tercer àlbum en solitari de Bad Bunny El Último Tour del Mundo. El 14 de febrer del 2021 es va publicar el videoclip oficial de la cançó, dirigit per Stillz. El 21 de febrer la van presentar per primera vegada junts en directe al programa estatunidenc Saturday Night Live.

## Èxit comercial
"La Noche de Anoche" va entrar a la segona posició de la llista diària mundial de Spotify, amb 6,6 milions de reproduccions el dia del seu llançament. La cançó també va ser número 1 a la llista oficial espanyola el dia de l'estrena d'El Último Tour del Mundo.